# Marco Cé
Marco Cé (Izano, província de Cremona, 8 de julho de 1925 - Veneza, 12 de maio de 2014) foi um cardeal italiano, patriarca emérito de Veneza desde 2002 até à data da sua morte.

## Biografia
Foi ordenado sacerdote em 27 de março de 1948 pelo Cardeal Luigi Traglia, e consagrado bispo em 17 de maio de 1970 pelo monsenhor Carlo Manziana.
O Bispo Marco Cé foi nomeado em 7 de dezembro de 1978 como Patriarca de Veneza pelo Papa João Paulo II, sucedendo ao Cardeal Albino Luciani, eleito Papa em 26 de agosto do mesmo ano.
É feito Cardeal pelo Papa João Paulo II no Consistório de 30 de junho de 1979, ficando com o título de São Marcos.
Em 3 de março de 2002 acolheu o seu sucessor no Patriarcado de Veneza, o Cardeal Angelo Scola. 
Por altura do Conclave de 2005, o Cardeal Cé não era o decano do colégio dos cardeais (o decano era o Cardeal Joseph Ratzinger, que acabaria sendo eleito Papa), mas era o Decano Anagráfico pois era o mais idoso de todos os cardeais eleitores.
Em abril de 2014 fraturou um fêmur, foi internado no Hospital Civil de Veneza, e faleceu em 12 de maio seguinte.